# Farah Karimi

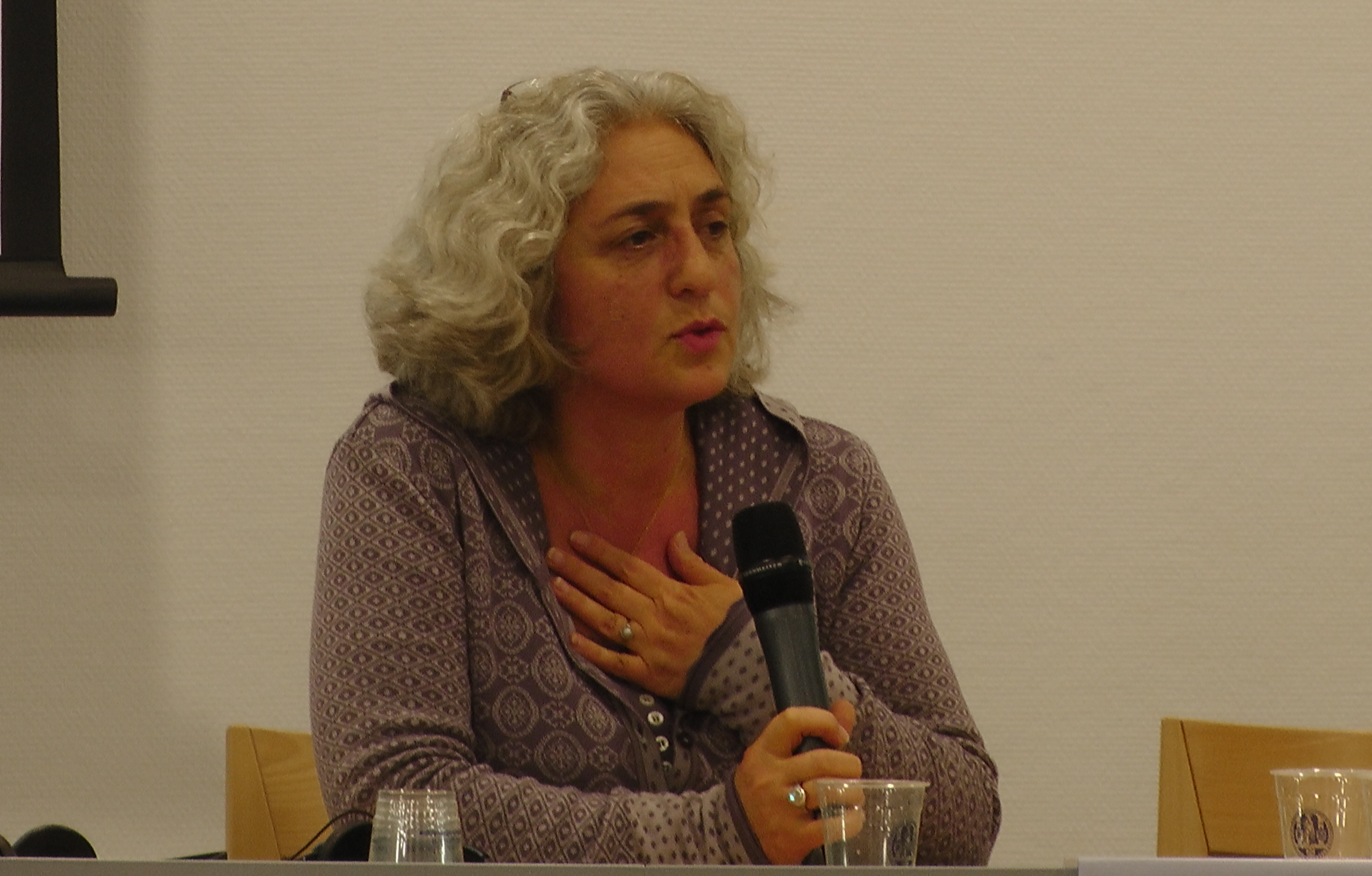
Farah Karimi, 2013

Farah Karimi (* 15. November 1960 in Bidschar Garros, Iran) ist eine niederländische Politikerin.
Sie war von 1998 bis 2006 für die Partei GroenLinks Abgeordnete in der niederländischen Zweiten Kammer.
Sie studierte in Isfahan Industriedesign und war aktiv im Widerstand gegen das Regime von Ayatollah Chomeini.
1983 floh sie nach Deutschland, lebte nach ihrer Anerkennung als Asylberechtigte zunächst in Hamburg, danach begann sie in Kiel Mathematik zu studieren. 1989 zog sie nach Groningen und studierte dort „International Relations and International Organisations“ an der Reichsuniversität Groningen.
Farah Karimi leitete vier Jahre das Projekt AISA zur Emanzipation von schwarzen, Migranten- und Flüchtlingsfrauen in Utrecht. Im Parlament war sie für ihre Fraktion Sprecherin für Außenpolitik, Entwicklungszusammenarbeit und Verteidigung. Sie initiierte das niederländische Referendum zum EU-Verfassungsentwurf und brachte eine Verschärfung der Gesetzgebung für Waffenexporte auf den Weg.
Anfang 2007 arbeitete Karimi für das Entwicklungsprogramm der Vereinten Nationen, UNDP. Sie war dort leitender Beraterin innerhalb des Projekts SEAL (Unterstützung bei der Errichtung der afghanischen Legislative): Dabei unterstützte sie verschiedene Ausschüsse der Afghanischen Nationalversammlung. Seit November 2007 ist Farah Karimi allgemeine Direktorin von Oxfam Novib.

## Nebentätigkeiten
- Vorstandsmitglied Parliamentarians for Global Action[1], 2006
- Mitglied im Beirat des International Institute for the Study of Islam in the Modern World[2], Leiden (Niederlande), seit 2004
- Mitglied im Beirat des Radio Nederland Training Centrum (Dutch Centre of Excellence in Media) (RNTC), seit 2002
- Vorstandsvorsitzende Zuid Noord Federatie (Süd-Nord Föderation), 2000–2002
- Mitglied im Beirat der Vluchtelingenorganisaties Nederland (Refugee Organizations of the Netherlands),[3] 1998–2001
- Vorstandsmitglied von Groenlinks (Dutch GreenLeft Party)[4], 1997–1998
- Mitglied der Expertenkommission von Transact – Landelijk expertisecentrum seksespecifieke zorg en seksueel geweld (Niederländisches Expertisezentrum für geschlechtsspezifisches Gesundheitswesen und sexuelle Gewalt), 1996–1998
- Mitglied im Beirat von Algemeen Maatschappelijk Werk (Allgemeine Sozialarbeit), Groningen, 1993–1994

## Buchveröffentlichungen
- „Het geheim van het vuur“ (Das Geheimnis des Feuers), (mit Chris Keulemans) Arena Amsterdam, 2005,[5]
- „Slagveld Afghanistan“ (Schlachtfeld Afghanistan), Nieuw Amsterdam 2006,[6]